# Parc historique national et réserve Jean Lafitte
Le parc historique national et réserve Jean Lafitte ((en) Jean Lafitte National Historical Park and Preserve) est un parc national américain qui protège des exemples significatifs des riches ressources naturelles et culturelles du delta du Mississippi en Louisiane. Le parc, du nom du flibustier Jean Lafitte, cherche à illustrer l'influence de l'environnement et de l'histoire sur le développement d'une culture régionale unique. Il est constitué de six sites physiquement séparés et d'un centre de visite situé dans le Quartier Français (ou vieux carré) de La Nouvelle-Orléans.

## Acadie
Trois sites aident à interpréter la culture acadienne dans cette zone :
- L’Acadian Cultural Center, à Lafayette ;
- Le Prairie Acadian Cultural Center, à Eunice
- Le Wetlands Acadian Cultural Center, à Thibodaux

## Réserve Barataria
La réserve Barataria, située à Marrero, est basée sur l'histoire culturelle et naturelle de la région. La réserve propose des sentiers de randonnée et des parcours de canoë dans les forêts et les marécages.

## Chalmette
À Chalmette, à environ 10 kilomètres au sud-ouest de La Nouvelle-Orléans, se trouvent la Chalmette Unit of Jean Lafitte National Historical Park, qui protège le champ de bataille de Chalmette (voir l'article bataille de La Nouvelle-Orléans) et le cimetière national de Chalmette, lieu de repos des combattants de la guerre de Sécession, de la guerre hispano-américaine, des Première et Seconde Guerre mondiale et de la guerre du Viêt Nam.

## Quartier Français
Au 419 Decatur Street, à La Nouvelle-Orléans, dans le Quartier Français, se tient le centre de visite du parc, axé sur l'histoire de la ville et les diverses cultures de la région du delta du Mississippi. La ville abrite également le centre administratif du parc.

## Histoire administrative
Le Chalmette Monument and Grounds est créé le 4 mars 1907 puis transféré du département de la Guerre au National Park Service le 10 août 1933. Il prend le nom de Chalmette national historical park le 10 août 1939. Il figure au Registre national des lieux historiques depuis le 11 juillet 1974. Chalmette est incorporé au nouveau parc Jean Lafitte le 10 novembre 1978.